# Хауге, Йенс Петтер
Йенс Петтер Хёуге (норв. Jens Petter Hauge; род. 12 октября 1999, Будё) — норвежский футболист, фланговый нападающий клуба «Будё-Глимт» и сборной Норвегии.

## Клубная карьера
Хауге — воспитанник клуба «Будё-Глимт». 23 апреля 2016 года в матче против «Стрёмсгодсета» он дебютировал в Типпелиге. 8 июля в поединке против «Старта» Йенс забил свой первый гол за «Будё-Глимт». По итогам сезона клуб вылетел из элиты, но Хауге остался в команде и через год, помог ей вновь вернуться в элиту. В сентябре 2020 года, после матча второго отборочного раунда Лиги Европы, к Хауге проявил интерес итальянский «Милан» в поединке против которого Йенс забил гол и отдал результативный пас, также игроком интересовались английский «Манчестер Юнайтед» и клубы бренда Ред Булл - «Лейпциг» и «Зальцбург».
1 октября 2020 года Йенс Хауге перешёл в «Милана», подписал контракт до лета 2025 года. Сумма трансфера составила 5 млн. евр. 4 октября в матче против «Специи» он дебютировал в итальянской Серии A. 22 октября в поединке группового этапа Лиги Европы против шотландского «Селтика» Йенс забил свой первый гол за «Милан». 22 ноября забил первый гол в чемпионате, выйдя на замену во втором тайме выездного матча против «Наполи».
10 августа 2021 года был отдан в аренду в франкфуртский «Айнтрахт» на один сезон. 14 августа в матче против дортмундской «Боруссии» он дебютировал в Бундеслиге. В этом же поединке Йенс забил свой первый гол за «Айнтрахт». В 2022 году Хауге помог команде выиграть Лигу Европы, забив гол в поединке против греческого «Олимпиакоса».

## Международная карьера
В 2018 году в составе юношеской сборной Норвегии Хауге принял участие в юношеском чемпионате Европы в Финляндии. На турнире он сыграл в матчах против команд Португалии, Финляндии, Италии и Англии. В поединках против финнов и англичан Йенс забил по голу.
Осенью 2020 года Хауге получил первый вызов уже во взрослую сборную. Дебютировал за неё 11 октября того же года в игре Лиги наций против сборной Румынии.

## Статистика

### Клубная
| Клуб                  | Сезон                 | Чемпионат             | Чемпионат | Чемпионат | Национальный кубок | Национальный кубок | Континентальные | Континентальные | Всего | Всего |
| Клуб                  | Сезон                 | Лига                  | Игры      | Голы      | Игры               | Голы               | Игры            | Голы            | Игры  | Голы  |
| --------------------- | --------------------- | --------------------- | --------- | --------- | ------------------ | ------------------ | --------------- | --------------- | ----- | ----- |
| Будё-Глимт            | 2016                  | Tippeligaen           | 20        | 1         | 4                  | 4                  | –               | –               | 24    | 5     |
| Будё-Глимт            | 2017                  | ОБОС-лига             | 28        | 2         | 0                  | 0                  | –               | –               | 28    | 2     |
| Будё-Глимт            | 2018                  | Элитсерия             | 11        | 0         | 4                  | 2                  | –               | –               | 15    | 2     |
| → Олесунн             | 2018                  | Элитсерия             | 6         | 0         | 0                  | 0                  | –               | –               | 6     | 0     |
| Будё-Глимт            | 2019                  | Элитсерия             | 29        | 7         | 1                  | 2                  | –               | –               | 30    | 9     |
| Будё-Глимт            | 2020                  | Элитсерия             | 18        | 14        | 0                  | 0                  | 3               | 3               | 21    | 17    |
| Всего за «Будё-Глимт» | Всего за «Будё-Глимт» | Всего за «Будё-Глимт» | 106       | 24        | 9                  | 8                  | 3               | 3               | 118   | 35    |
| Милан                 | 2020–21               | Серия A               | 5         | 1         | 0                  | 0                  | 5               | 3               | 10    | 4     |
| Всего за «Милан»      | Всего за «Милан»      | Всего за «Милан»      | 5         | 1         | 0                  | 0                  | 5               | 3               | 10    | 4     |
| Всего за карьеру      | Всего за карьеру      | Всего за карьеру      | 117       | 25        | 9                  | 8                  | 8               | 6               | 134   | 39    |

### Матчи Хауге за сборную Норвегии
| Матчи Хауге за сборную Норвегии | Матчи Хауге за сборную Норвегии | Матчи Хауге за сборную Норвегии | Матчи Хауге за сборную Норвегии | Матчи Хауге за сборную Норвегии | Матчи Хауге за сборную Норвегии |
| ------------------------------- | ------------------------------- | ------------------------------- | ------------------------------- | ------------------------------- | ------------------------------- |
| №                               | Дата                            | Соперник                        | Счёт                            | Голы Хауге                      | Соревнование                    |
| 1                               | 11 октября 2020                 | Румыния                         | 4:0                             | —                               | Лига наций УЕФА 2020/2021       |
| 2                               | 24 марта 2021                   | Гибралтар                       | 3:0                             | —                               | Чемпионат мира 2022 (отбор)     |
| 3                               | 2 июня 2021                     | Люксембург                      | 1:0                             | —                               | Товарищеский матч               |
| 4                               | 1 сентября 2021                 | Нидерланды                      | 1:1                             | —                               | Чемпионат мира 2022 (отбор)     |
| 5                               | 4 сентября 2021                 | Латвия                          | 2:0                             | —                               | Чемпионат мира 2022 (отбор)     |
| 6                               | 8 октября 2021                  | Турция                          | 1:1                             | —                               | Чемпионат мира 2022 (отбор)     |
| 7                               | 11 октября 2021                 | Черногория                      | 2:0                             | —                               | Чемпионат мира 2022 (отбор)     |
| 8                               | 16 ноября 2021                  | Нидерланды                      | 0:2                             | —                               | Чемпионат мира 2022 (отбор)     |
| 9                               | 5 июня 2022                     | Швеция                          | 2:1                             | —                               | Лига наций УЕФА 2022/2023       |
| 10                              | 9 июня 2022                     | Словения                        | 0:0                             | —                               | Лига наций УЕФА 2022/2023       |

Итого: 10 матчей / 0 голов; 6 побед, 3 ничьи, 1 поражение.

## Достижения
«Будё-Глимт»
- Чемпион Норвегии: 2020, 2024

«Айнтрахт»
- Победитель Лиги Европы УЕФА: 2021/22